# 天球儀 (恒星)

ウィレム・ブラウの天球儀、17世紀初頭。

天球儀（てんきゅうぎ、英: celestial globe）は、球面上に恒星の天球上の位置を示した模型である。平面状の星図と異なり星空をひずみなく描くことができ、恒星間の角距離も正しく表現される一方、通常の天球儀では天球を模型の外側から眺める形になるため、模型の表面上に描かれた星空は鏡像となっている。

## 説明
天球儀は天球をかたどった球体からなり、通常は星座と明るい恒星が描かれている。歴史的には多くの種類の天球儀があり、15〜19世紀頃にかけてヨーロッパにおいて普及していたものは天文機器、教材、美術品として用いられた。
天球儀において星空が鏡像になっているのは球の外側から天球を眺めているからであり、実際の星空の見え方を知るには自分が球の中心に立ったときにどう見えるかを想像する必要がある。天球儀には通常恒星と星座のほかに、天の赤道、回帰線、黄道が描かれていることが多い。天球儀は天の北極と南極とで木製または金属製の子午線環に接続され、南北軸を中心に回転できるようになっている。子午線環はさらにスタンドに接続されているが、一部の高機能な天球儀ではこの部分が可動で、軸の傾斜角を観測地点の緯度に合わせ、水平線を示す環と組み合わせることでその地点における星空を表示することができる。さらに、球体および支持装置に打たれた各種目盛りを用いることで、任意の地点・時刻における天体の位置や、その地点における天体の出没時刻を複雑な計算なしに求めることが可能である。

## 歴史

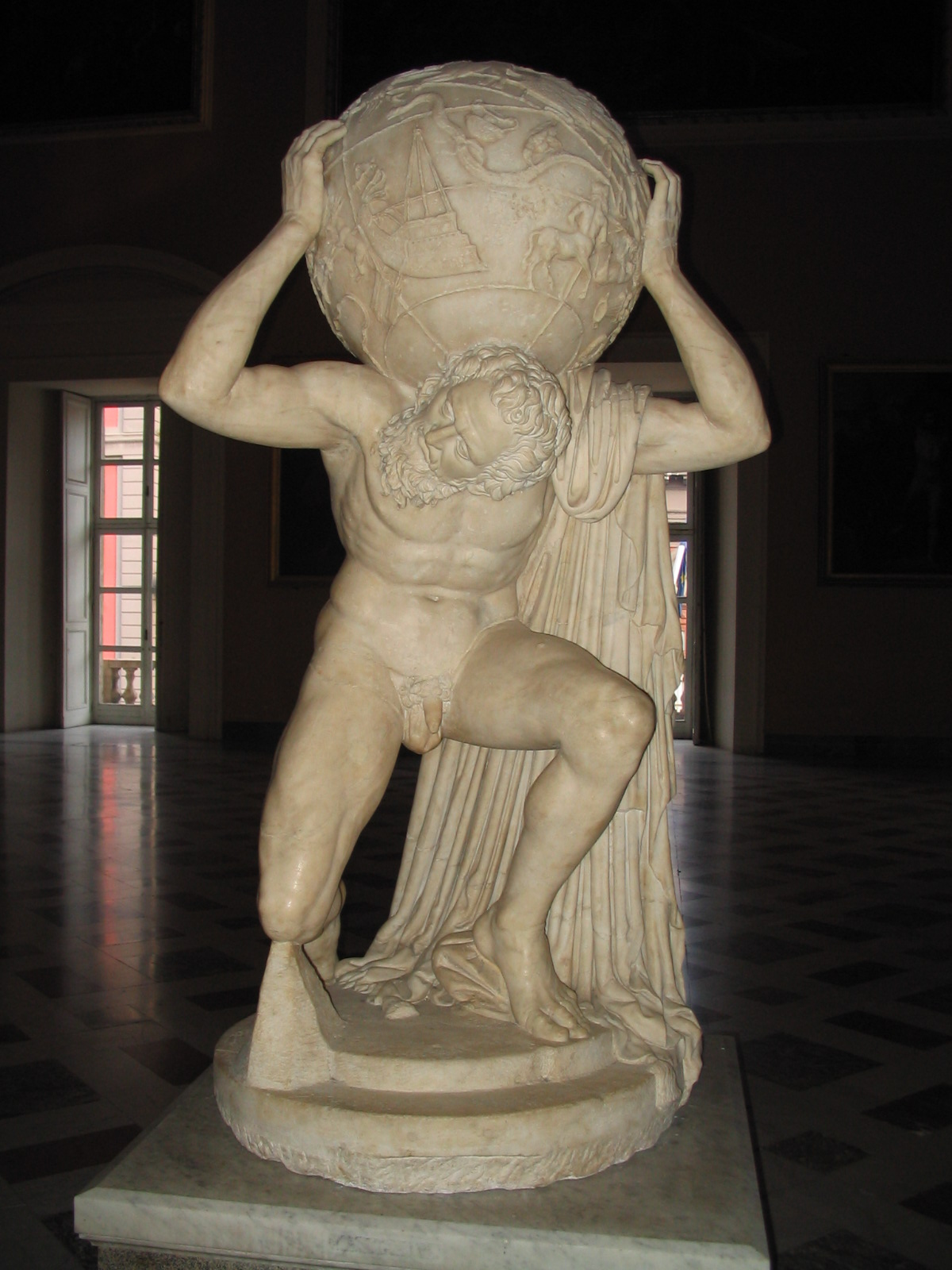
ファルネーゼのアトラス、紀元2世紀。

天球儀は2500年以上前から製作されている。中国においては紀元前5世紀頃から知られていた。西洋ではギリシアの哲学者アナクシマンドロス (610–546 B.C.) が球の内側から見るタイプの天球儀を作っていたと言われる。今日一般的な、球の外側から見る形の天球儀はエウドクソス (408–355 B.C.) が使っていたと考えられ、紀元前3世紀頃には教育で天球儀が用いられていたのが確かだとも言われている。現存している最も古い天球儀は紀元2世紀に制作された大理石ヘレニズム彫刻「ファルネーゼのアトラス」であり、ティターン神アトラスが天球儀を肩に担いでいる姿がかたどられている。
中世に入るとヨーロッパでの天球儀の使用は途絶えたものの、その知識はイスラム世界に継承され、のちにアラブ文化を通じてヨーロッパに再度もたらされることになる。今日知られている中世で最初の天球儀は10世紀末にオーリヤックのジェルベールによって作成され、現存する中では15世紀のものが最古である。
しかし、天球儀が再び西洋で一般的になるには中世末期まで待たねばならなかった。アラブとルネサンスの天球儀のほとんどはプトレマイオス (ca. 90-170 A.D.) の星表および48星座を基にしていた。16世紀のはじめには、ニュルンベルクが天球儀の生産の中心となった。ニュルンベルクではヨハネス・シェーナーによって天球儀の標準的な製造方法が確立された。
天球儀は金属（真鍮、銅、銀）、ガラス、大理石、磁器、象牙といった様々な材料から作られることがあったが、16世紀頃から厚紙を石膏で覆ったもので作ることが一般的になり、完全な球を作ることが可能になった。また、以前は図柄は材料に直接描かれていたが、16世紀からは紙に印刷されたものを湿らせて貼り付けるようになった。19世紀までは天球儀は地球儀と組み合わせて販売されることが多かった。17世紀頃から、小さな地球儀が天球を内側に描いた革製の袋に収められたものも作られた。

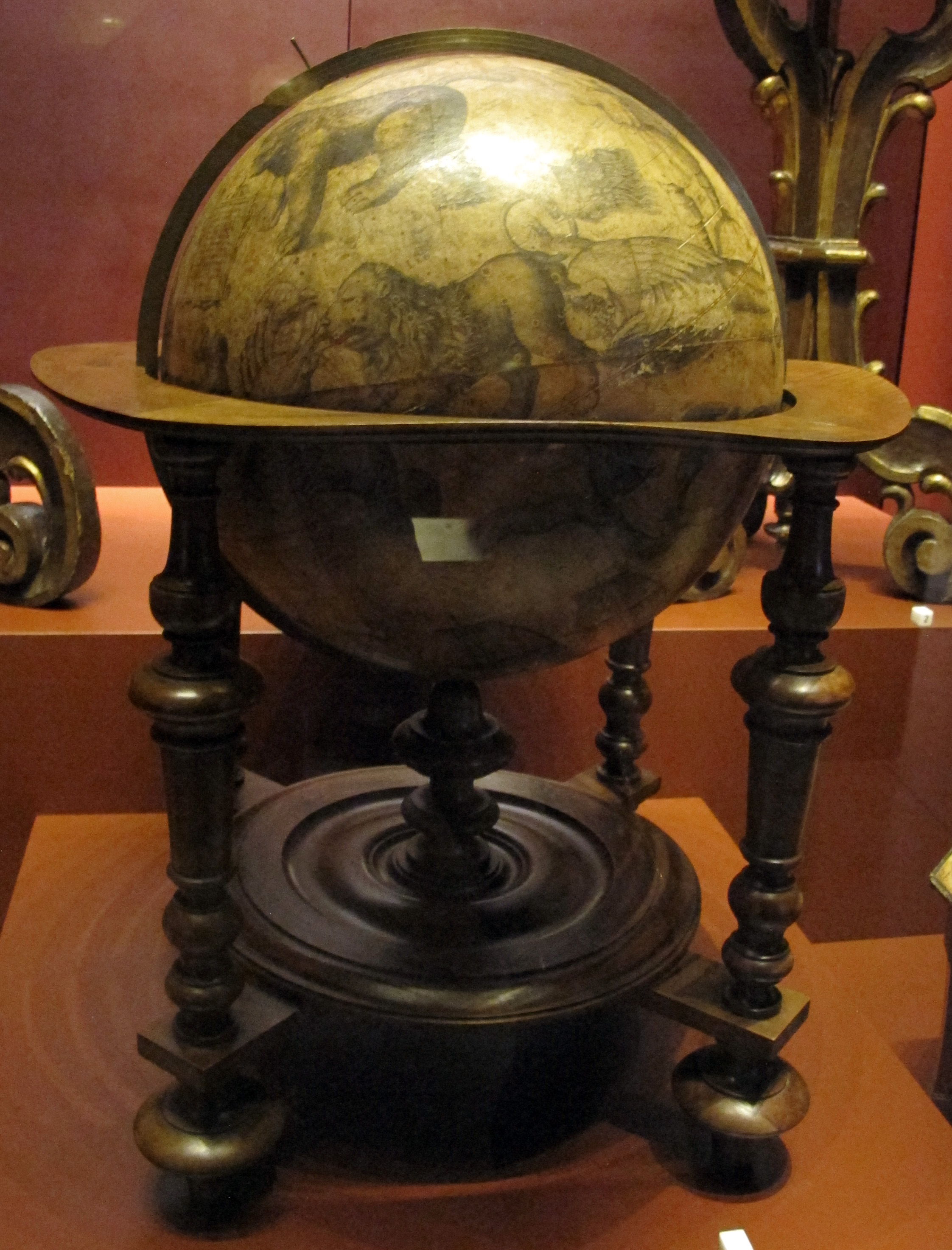
ヨドクス・ホンディウス、1613。

16世紀の終わりには、アムステルダムが地球儀・天球儀の生産の中心地に取って代わった。ウィレム・ヤンソン・ブラウ（オランダ語: Willem Blaeu）やヨドクス・ホンディウス（英語: Jodocus Hondius）が著名である。ティコ・ブラーエ (1546–1601) により恒星のより正確な位置が測定されると、天球儀のデータも切り替えられていった。17世紀中期頃にアムステルダムの独占の時代は終わり、17世紀末期にはイタリアのヴィンチェンツォ・コロネッリ（イタリア語: Vincenzo Maria Coronelli）が最も著名な製作者になった。1683年に彼はルイ14世に献上するため直径がおよそ4メートル近い地球儀・天球儀のセットを作製した。この地球儀・天球儀は2006年からフランス国立図書館フランソワ・ミッテラン館で展示されている。
16世紀から17世紀にかけて地理学が発達すると、南天の星空に関する新たな発見ももたらされるようになった。みなみじゅうじ座や大小マゼラン雲等、南天の星空の全体を最初に記した天球儀は1589年にヤコブ・フロリス・ファン・ラングレン（オランダ語: Jacob Florisz van Langren）によって作られた。17世紀になると天体観測に望遠鏡が利用されるようになり、たくさんの星があらたに発見され、これにより天球儀にも新製や書き換えの需要が発生した。天球儀メーカーが新たに星座を作ることもあった。18世紀になると天文学者の役割は望遠鏡でしか見えない星を見つけることだと言われるようになり、1800年には星座の数はプトレマイオスの48星座から大きく増えて100以上に膨れ上がっていた。1928年に国際天文学連合は星座の数を88個に減らすことを決定し、星座の境界も赤経・赤緯線によって明確に定義された。しかし同時にかつてのような星座の絵としての結びつきは弱まり、今日の天球儀では明るい星のみを表示し星座を表示していないものも見られる。

## 北欧における天球儀製作者

### ティコ・ブラーエ
デンマーク人天文学者ティコ・ブラーエは1562年、15歳の時にライプツィヒで法学の勉強を始め、そこで初めて天球儀を入手した。こぶし大の小さな天球儀であったが、ティコはこの天球儀を使いながらすぐにすべての星座を覚えた。これはティコが購入もしくは製作した最初の天文器具であった。
1576年、ティコはヴェン島にウラニボリ天文台を建設したが、そこには数台の天球儀が設置されていた。これらの天球儀の機構はおそらくティコ自身が作成したと考えられ、中でも 1.5 m の直径をもつ大天球儀 Globus Magnus Orichalcius が最も有名であった。この天球儀は1570年、ティコがアウクスブルクの業者に木製の大型天球儀を発注したものであるが、デンマークに輸送されるまで5年かかり、木材にひび割れが入って完全な球形ではなくなってしまった。ティコは生じた誤差を修正したあと、2年間かけて木材が夏冬の温度変化に耐えられることを確認し、さらに全体を薄い真鍮の板で覆って接合部も平らに均して見えなくし、星座・赤道・極を書き入れさらにもう1年かけて耐久確認を行ってこれを完成させたのである。
天球儀は強固な鉄のフレームにマウントされ、上部には水平線を表す幅広の板がありその内側に子午線環が接続されていた。極と水平線の間には可動式の真鍮製四分儀が設置され、四分儀と水平板には度・分単位で方位角と高度が記されていた。
ティコの天文学者としての大きな功績は、共同研究者とともに恒星および惑星の位置を非常に正確に測定したことにある。彼の雇った人の中にはのちに17世紀最大の天球儀製造者の一人となるウィレム・ブラウがいた。この大天球儀上に次から次へと星々の位置が確定され、その数は1000を超えるに至った。
1597年にティコ・ブラーエはヴェン島を離れ、1599年プラハにて皇帝ルドルフ2世付きの占星術師・助言者としての地位を得た。ティコの機器類は大天球儀を含めすべてプラハに移されたが、ティコは1601年に死去してしまった。天球儀はその後の30年戦争によって戦利品としてデンマークに持ち帰られたが、1728年のコペンハーゲン大火によって失われてしまった。

### Den Åkerman-Akrellska globverkstaden[訳語疑問点]

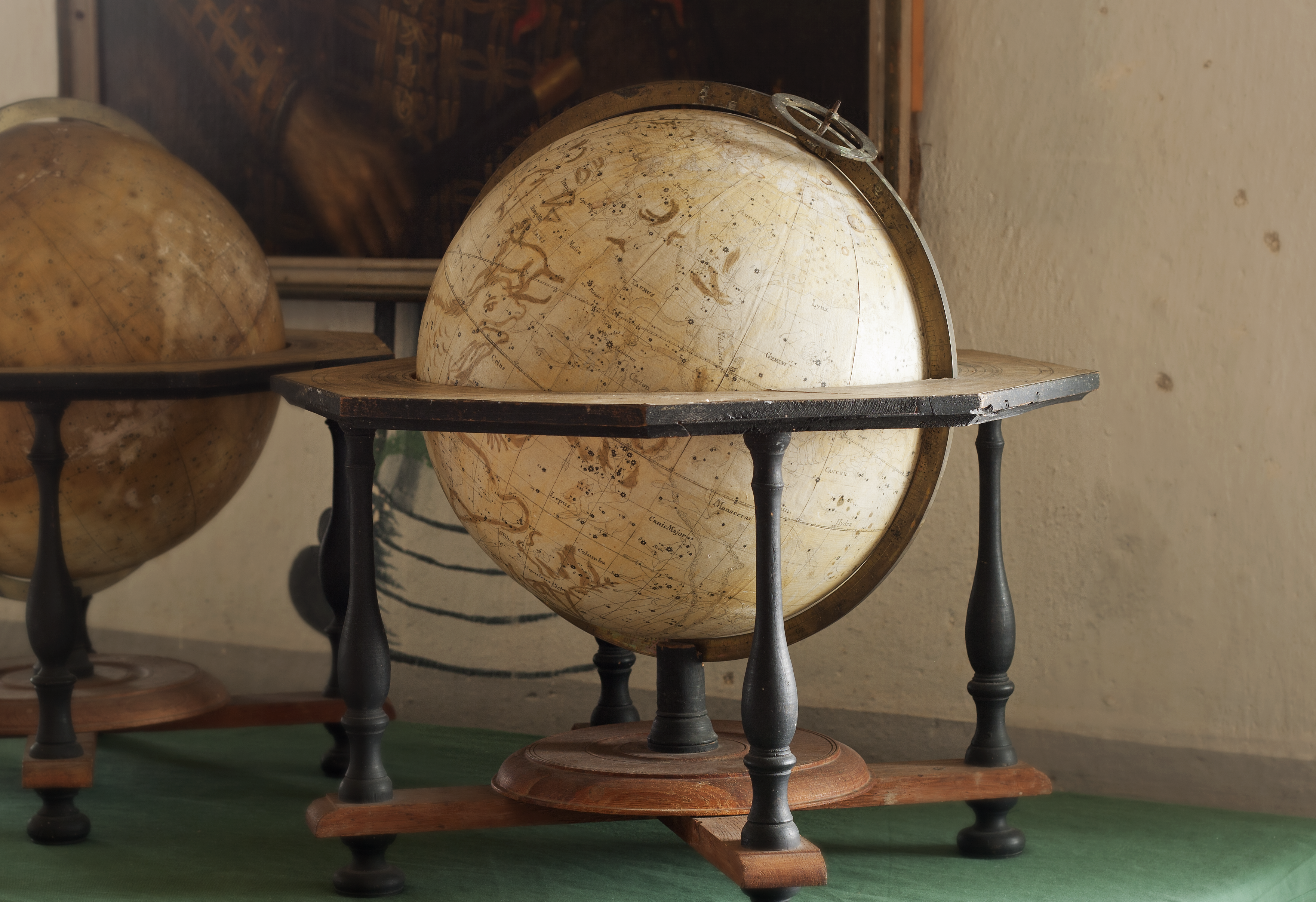
アンデルス・オーケルマン、1759。

1758年、地図や地球儀・天球儀、地理学書の刊行を目的とするウプサラ宇宙誌学会が設立され、地図および地球儀の作成は熟練の彫刻技師であり数学にも明るかったアンデルス・オーケルマン（スウェーデン語: Anders Åkerman）の担当となった。彼の工房ではオーケルマン自身のほかに木工、鋳造、旋盤、印刷などの技師6人から7人が働き、1759年に最初の製品（地球儀と天球儀のセット）を製造した。この天球儀は直径1フォト（約 30 cm）で、天文学者フレドリック・マレット（スウェーデン語: Fredric Mallet）の協力によって最新の観測データをもとに製作された。販売は好調で、今日まで保存されているものもある。
1762年、オーケルマンは直径5トゥム（約 12 cm）の地球儀・天球儀の生産を開始した。このうち天球儀は複数が現存しているが、地球儀の方は地理的な発見によってすぐに時代遅れとなり、現存するものはほぼ皆無である。オーケルマンはまたこのバリエーションとして、天球儀が2つに割れて地球儀を覆う構造となっていて、天球は天球儀の内側に描かれている形の製品も製造している。
1766年にはオーケルマンは直径2フォト（約 60 cm）の大型の地球儀・天球儀も生産開始している。いずれも販売は好調であり助成金の給付もあったにもかかわらず、オーケルマンは1778年に貧困のまま死去した。生産コストが高かったことと、1766年に工房が火災に遭ったことが影響していると見られる。
その後彼の事業は協業者であったフレドリック・アクレル（スウェーデン語: Fredrik Akrel）によって引き継がれ、ストックホルムに移った。アクレルは3種の地球儀・天球儀の改訂版を出し、1804年に彼が亡くなったあとは息子のカルル・フレドリック・アクレル（スウェーデン語: Carl Fredrik Akrell）によって継がれた。しかし売り上げは年々落ち込み、1826年に製造が中止された。

## 画像

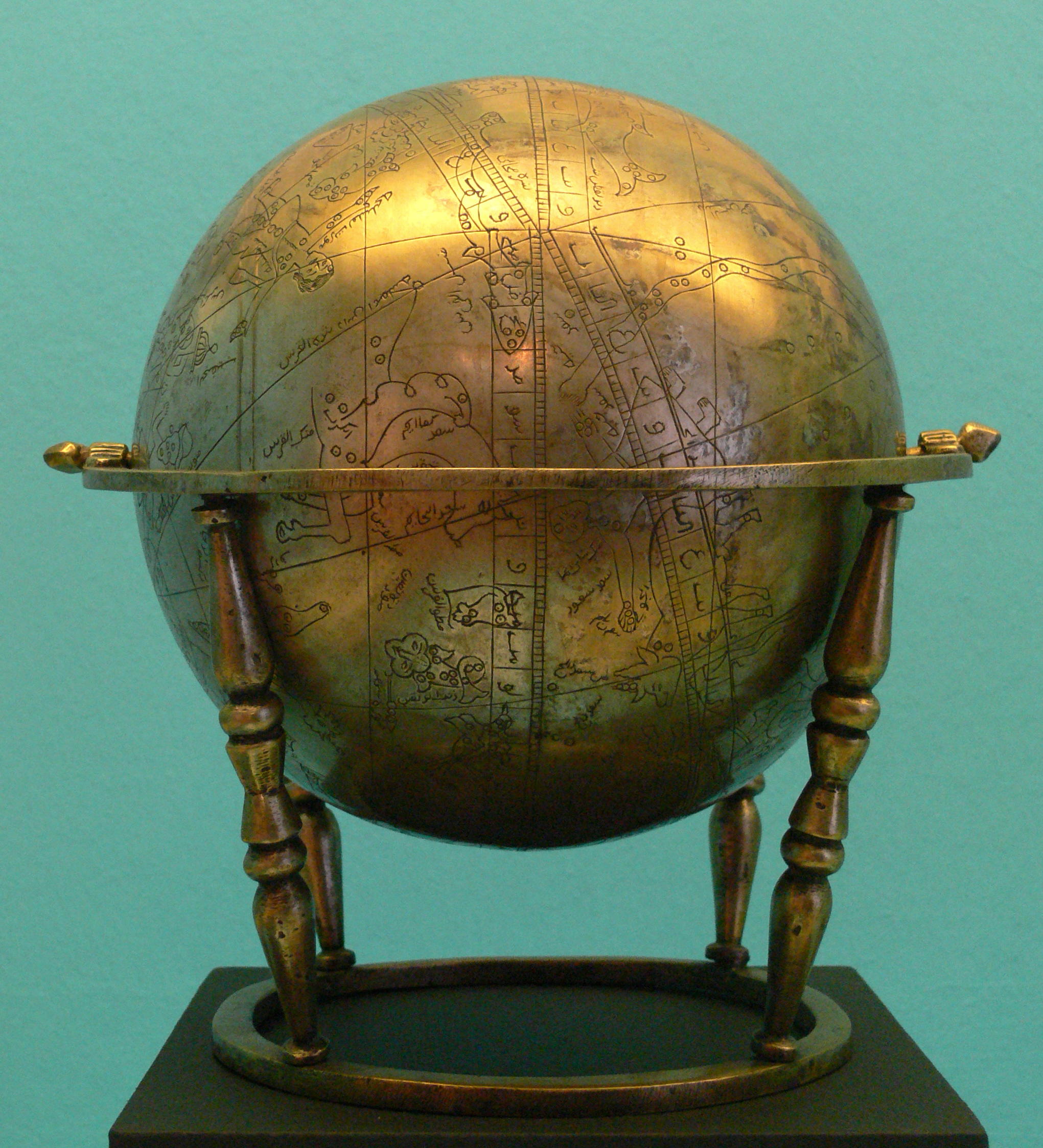
ムガル帝国期のインドの天球儀。18世紀。
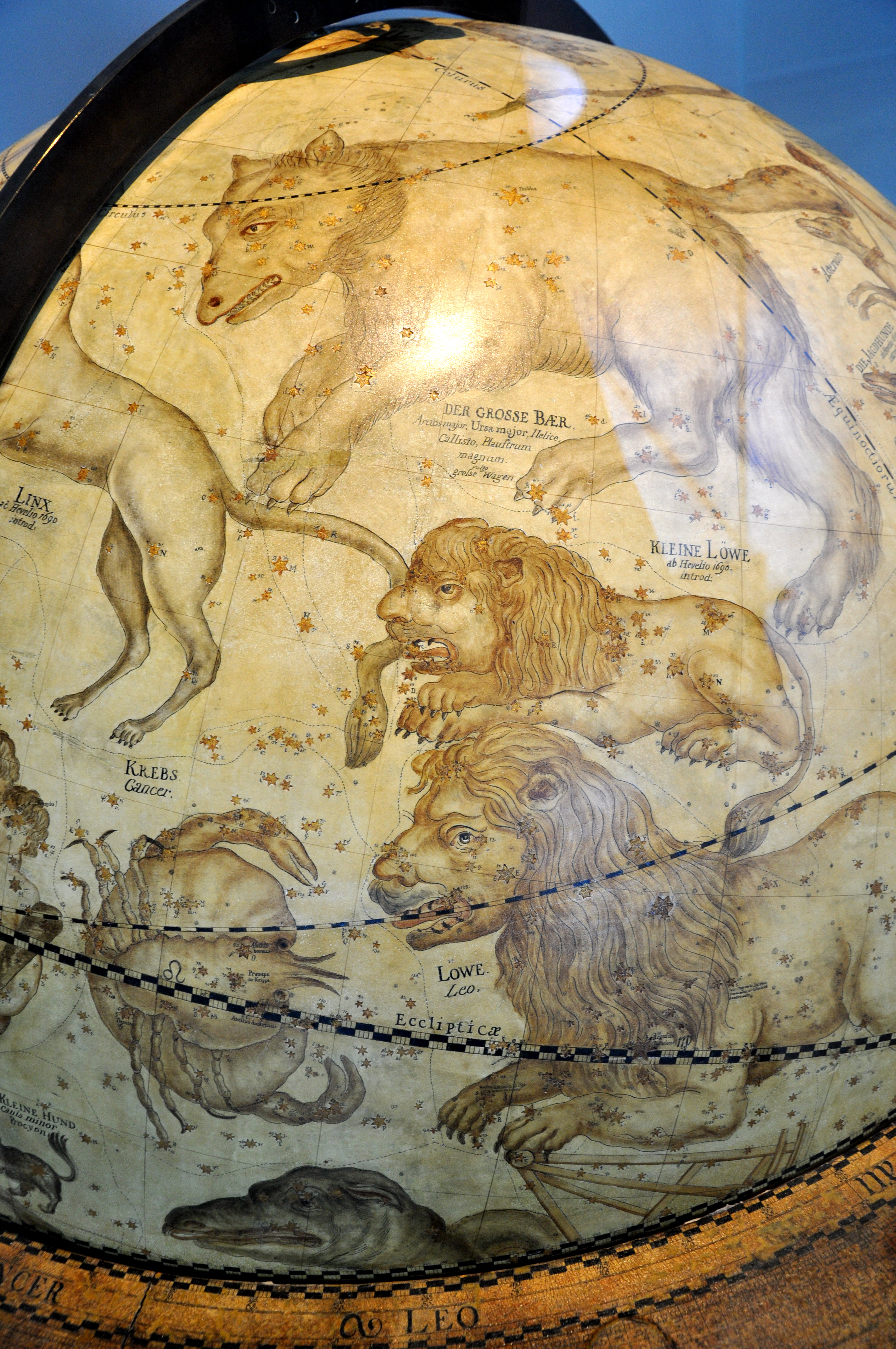
1792年頃の天球儀、Neuen Kloster Schussenried
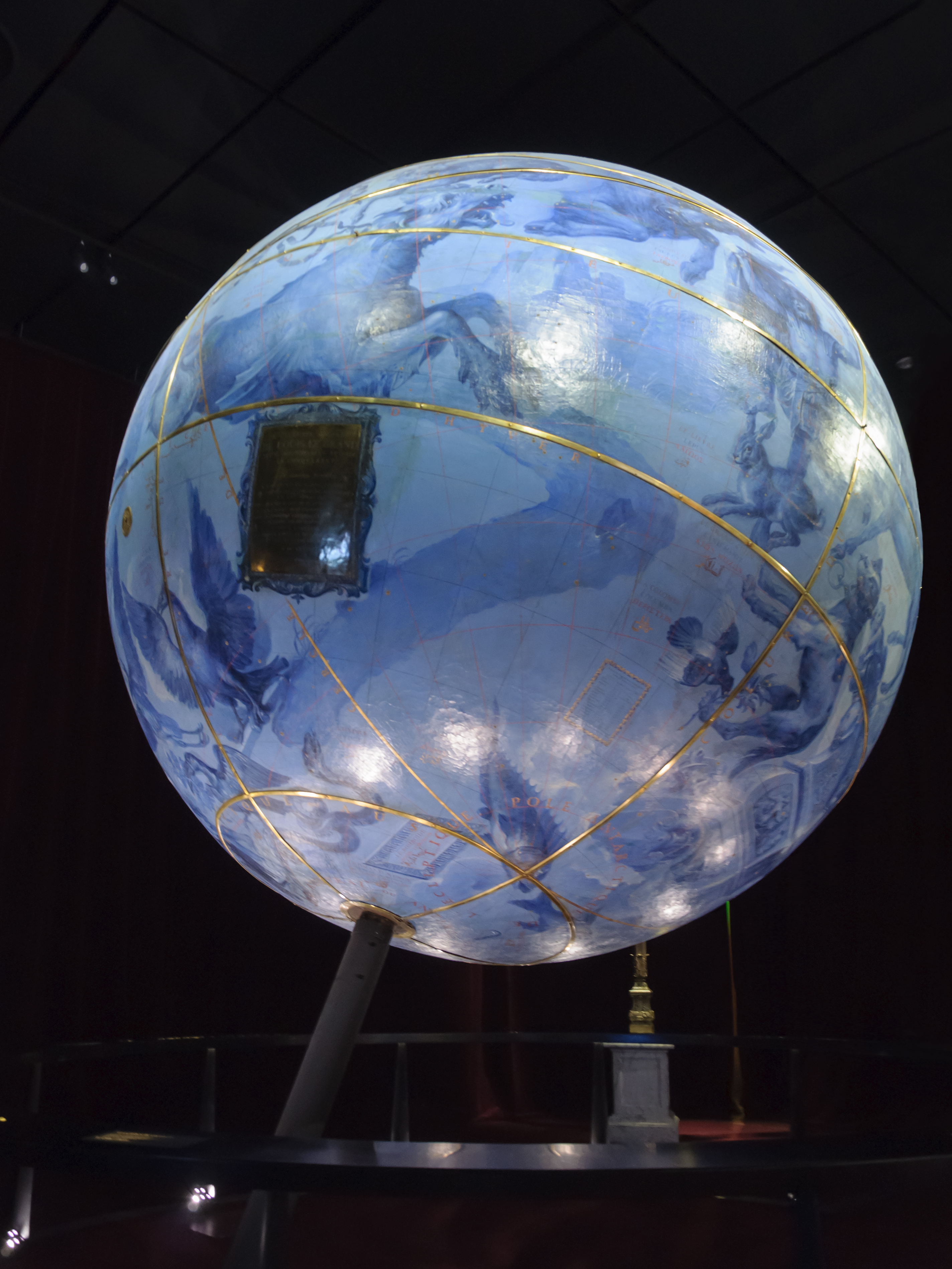
ヴィンチェンツォ・コロネッリによる天球儀、1683。直径 387 cm。フランス国立図書館。
ブラジルの国旗には天球儀が描かれている。
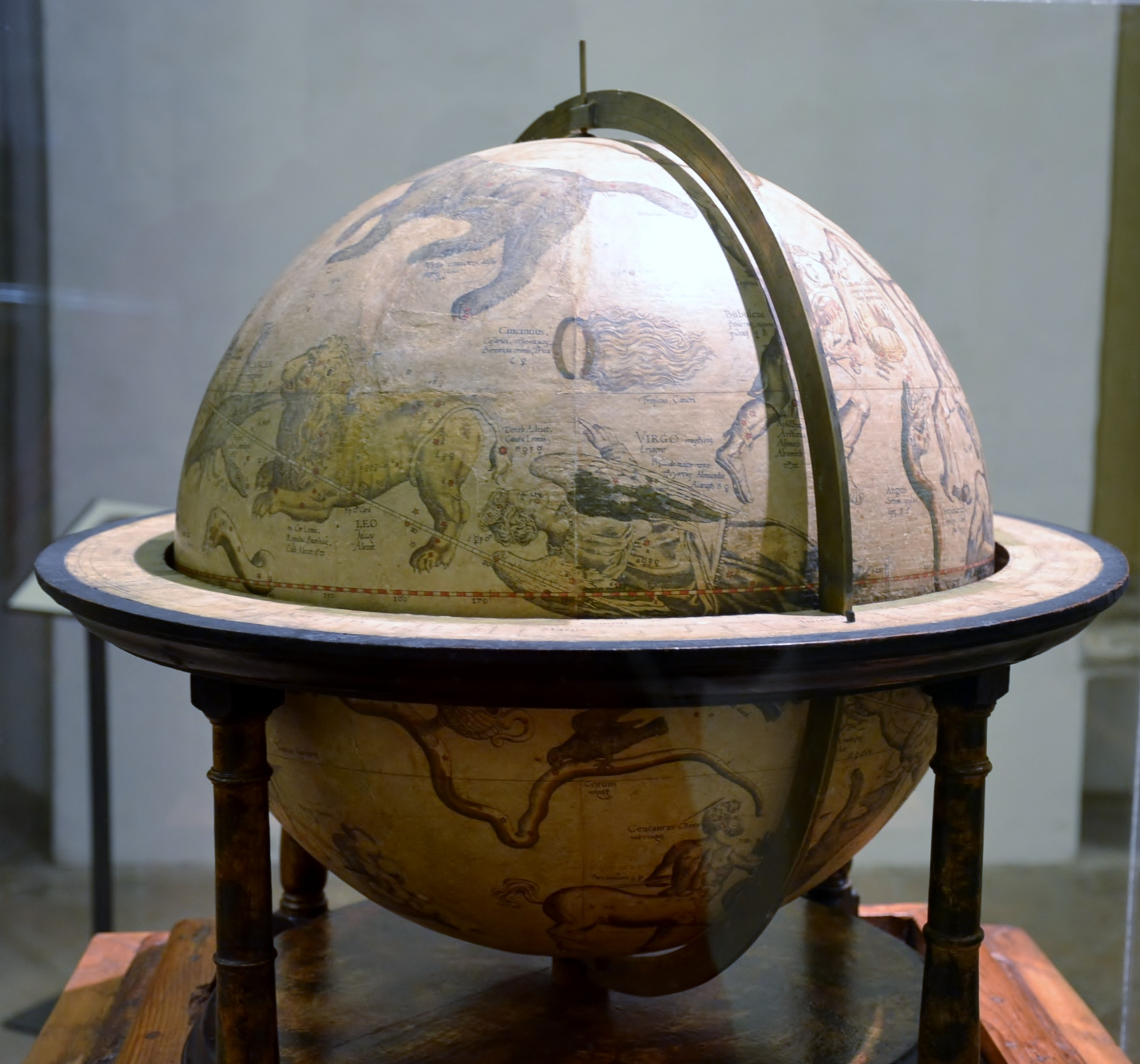
メルカトル天球儀1551
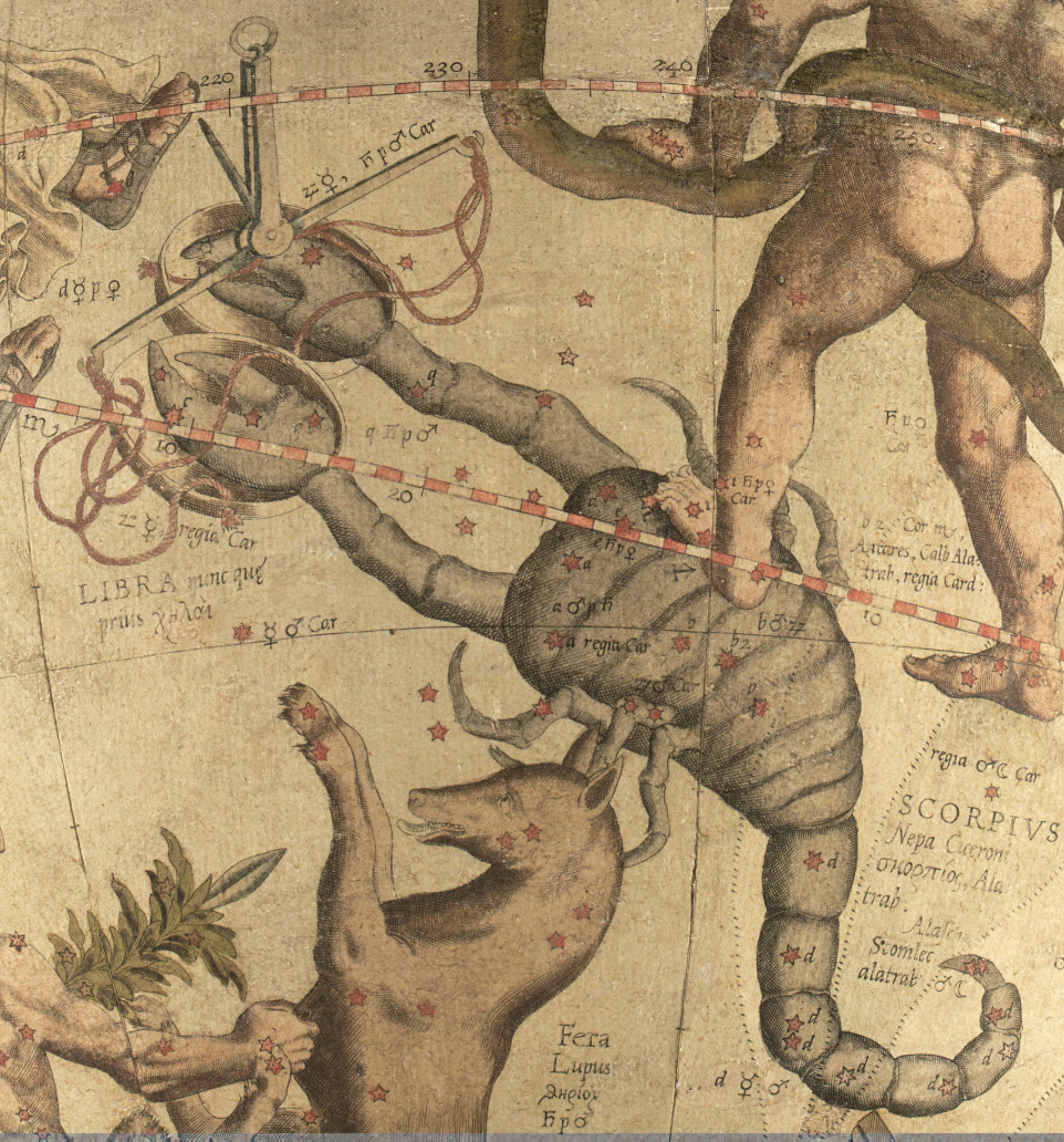
メルカトル1551に描かれた星座